# Favoriten (Wiener Bezirksteil)
Favoriten ist ein Stadtteil Wiens im gleichnamigen 10. Wiener Gemeindebezirk Favoriten und eine der 89 Wiener Katastralgemeinden.

## Geographie

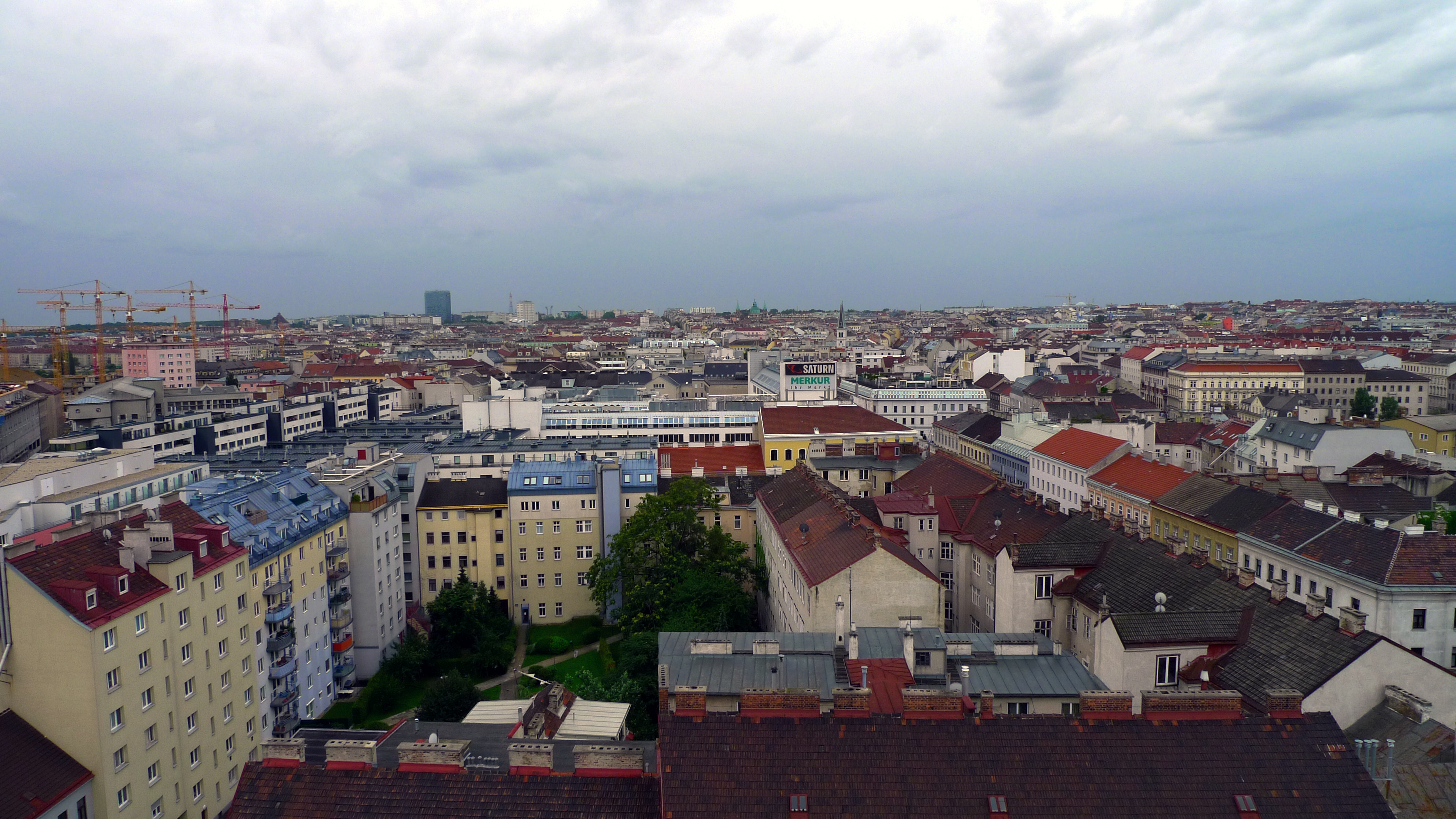
Blick über den Bezirksteil Favoriten

Favoriten liegt im Norden des Gemeindebezirks und grenzt im Süden an die Bezirksteile Inzersdorf Stadt und Oberlaa. Die Katastralgemeinde erstreckt sich über eine Fläche von 526,14 ha, wovon 2 ha im Gebiet des Gemeindebezirks Landstraße liegen.

## Geschichte
Das kaiserliche Barockschloss Favorita, das die Theresianische Akademie beherbergt und im Gemeindebezirk Wieden liegt, war der Namensgeber von Favoriten. Beim Linienwall in der Nähe des Schlosses entstand eine kleine Siedlung. Ein großer Teil von Favoriten bestand noch bis ins 19. Jahrhundert aus Äckern, Weinbergen und Weideland.
Teile von Favoriten wurden bereits 1850 in Wien eingemeindet. 1874 entstand der 10. Gemeindebezirk Favoriten, der zunächst nur aus dem späteren Bezirksteil Favoriten bestand.

## Bevölkerung
Die Katastralgemeinde Favoriten hat etwa 98.000 Einwohner (2021).

## Kultur und Sehenswürdigkeiten

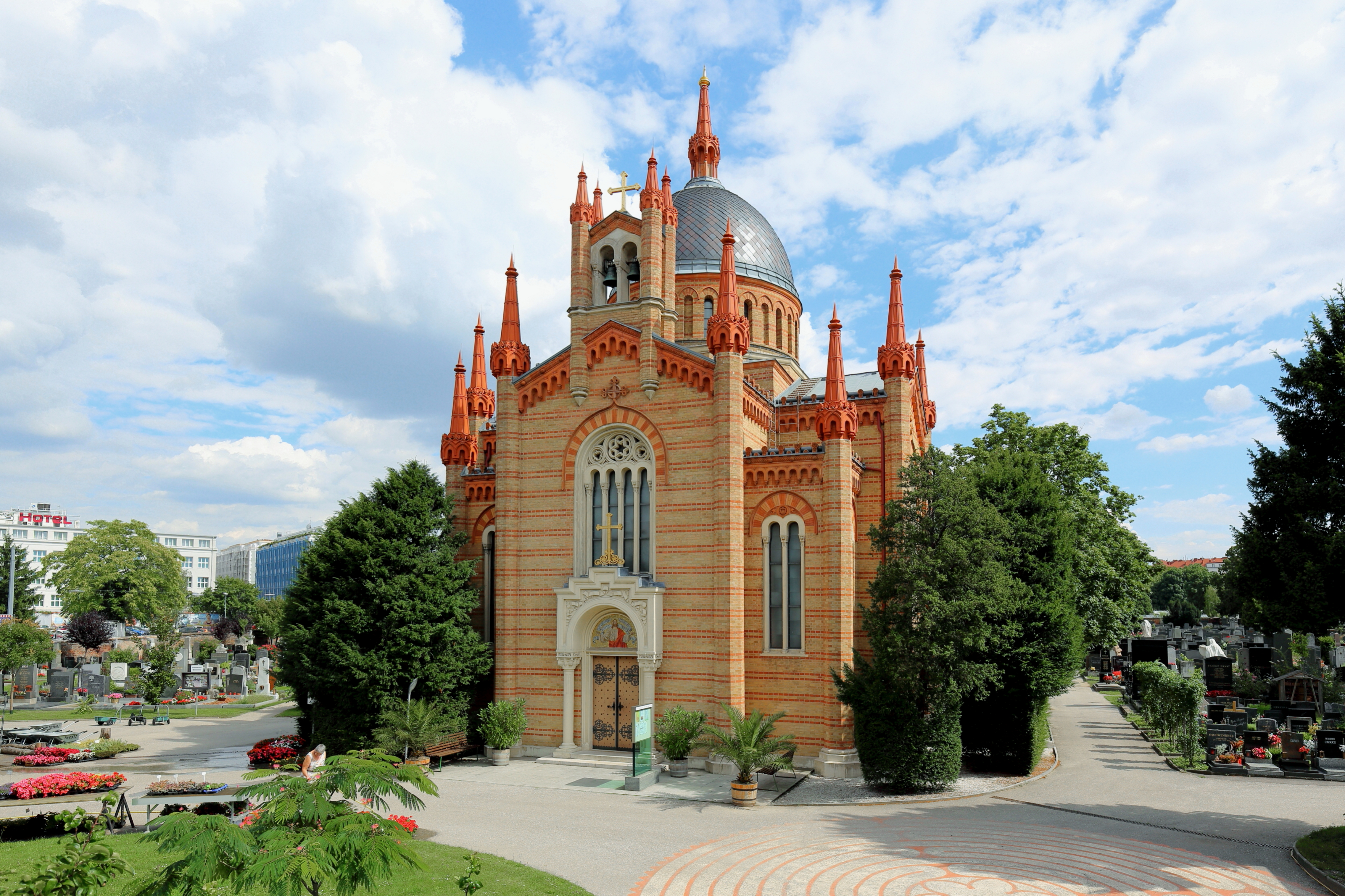
Christuskirche am Evangelischen Friedhof Matzleinsdorf

Im östlichen Teil Favoritens, an der Absberggasse, ist das Arbeiter-Cottage Favoriten mit der benachbarten, 1912 entstandenen „Kleinwohnungsanlage“ Buchengasse 7–9 zu der von der Stadt Wien definierten baulichen Schutzzone Arbeitercottage-Kiesewettergasse zusammengefasst. Auch der George-Washington-Hof bildet eine eigene Schutzzone.
Die gotische Steinsäule Spinnerin am Kreuz steht an der Grenze zu Inzersdorf Stadt und ist ein Wahrzeichen von Favoriten, das bereits 1296 erwähnt wurde. Bekannte Kirchengebäude in Favoriten sind die Antonskirche, die Johanneskirche und die Katharina-von-Siena-Kirche. Diese stehen ebenso wie die Dreifaltigkeitskirche, die Pfarrkirche Dreimal Wunderbare Muttergottes und die Pfarrkirche zur heiligen Familie unter Denkmalschutz. In Favoriten befindet sich auch das Ernst-Kirchweger-Haus, ein Zentrum der autonomen Szene. Am Evangelischen Friedhof Matzleinsdorf liegen viele bekannte Persönlichkeiten bestattet. In dessen Nähe liegt der Waldmüllerpark, der 1922 an Stelle des Katholischen Friedhofs Matzleinsdorf angelegt wurde. In Favoriten befinden sich mehrere denkmalgeschützte Gemeindebauten des Roten Wien, darunter der George-Washington-Hof, der Hueber-Hof, der Pölzerhof und der Victor-Adler-Hof.
Das Wappen von Favoriten stammt aus dem Jahr 1905 und zeigt den Apostel Johannes, dem die Johanneskirche am Keplerplatz geweiht ist.

## Wirtschaft und Infrastruktur
In Favoriten befindet sich das Kaiser-Franz-Josef-Spital, das seit 2020 unter dem Namen Klinik Favoriten geführt wird. Bis Juni 2016 bestand auch das Gottfried von Preyer’sche Kinderspital, dessen Einrichtungen dann in das Kaiser-Franz-Josef-Spital übersiedelten. Im Bezirksteil Favoriten stehen weiters die Hauptfeuerwache Favoriten und das Amalienbad.
Im Norden des Stadtteils liegt der neue Wiener Hauptbahnhof. Der Bezirksteil Favoriten ist durch die U-Bahn-Linie U1 mit den Stationen Südtiroler Platz / Hauptbahnhof, Keplerplatz, Reumannplatz, Troststraße und Altes Landgut erschlossen.
Auf dem Areal des früheren 3. Südbahnhofs bzw. von dessen Frachtenbahnhof entstanden von 2010 an zwei neue Stadtviertel: direkt um den Hauptbahnhof das Quartier Belvedere, daran anschließend das Sonnwendviertel. In diesem wurde bis 2016 / 2017 der große Helmut-Zilk-Park angelegt.